# Anttooranlaaka
Anttooranlaaka är en ö i Finland.   Den ligger i kommunen Björneborg i den ekonomiska regionen  Björneborgs ekonomiska region  och landskapet Satakunta, i den sydvästra delen av landet, 250 km nordväst om huvudstaden Helsingfors.